# 瑞典保安警察
瑞典保安警察（瑞典語：Säkerhetspolisen；縮寫），官方英語局名另銜瑞典安全局（英語：Swedish Security Service），是瑞典的国家安全机关，主要负责反情報、反恐以及保护政要等任務。它还负责调查一些涉嫌犯下危害國家安全罪和恐怖主义罪的嫌疑人。不過該機構的主要任务是预防犯罪，而不是调查犯罪。瑞典保安警察隶属于瑞典司法部。 瑞典保安警察成立于1989年，總部位於索尔纳市镇。